# ヴァイオラ・シェリー・シャンツ

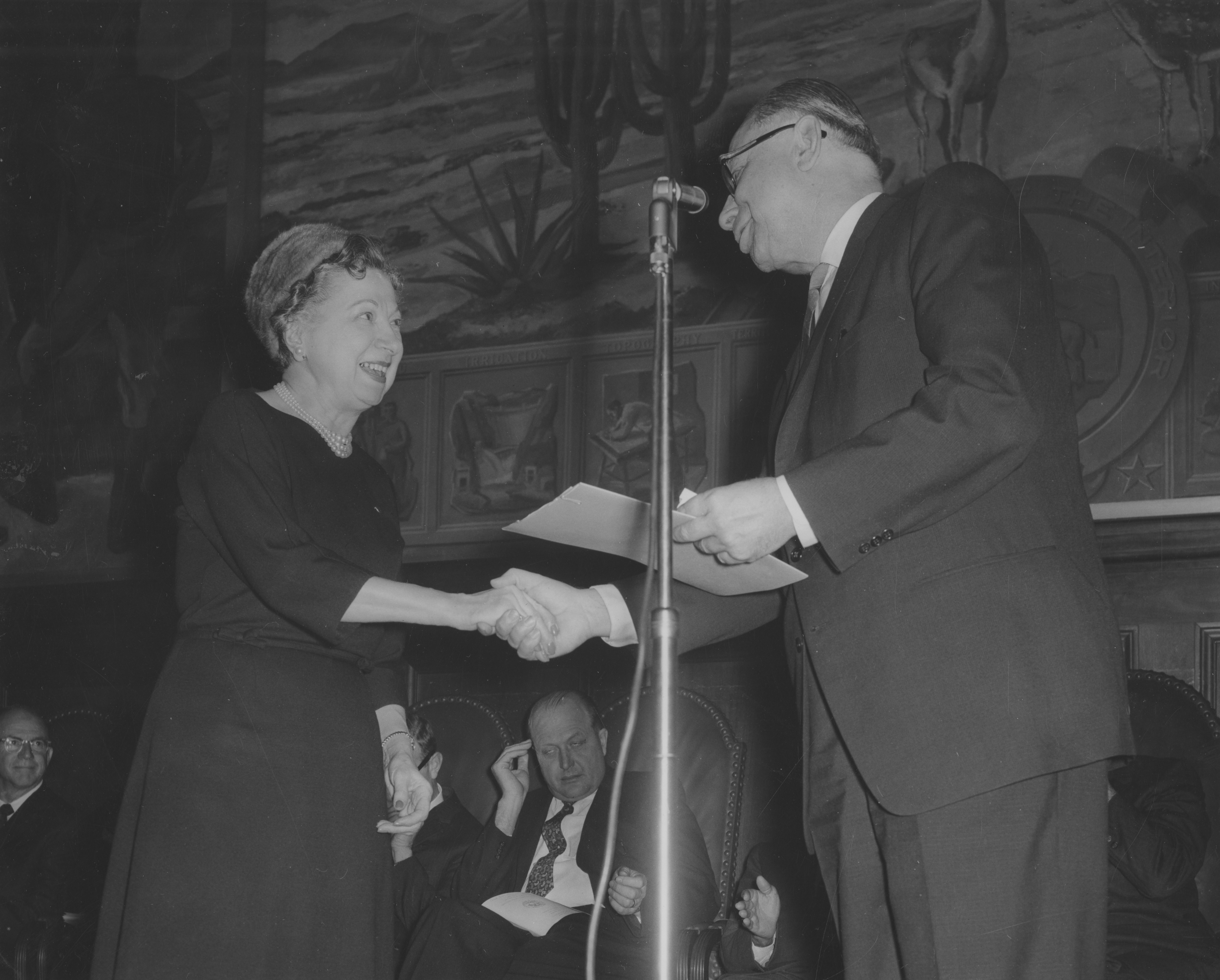
内務次官補フランク・P・ブリッグズがヴァイオラ・シャンツの顕著な功績を記念して賞を授与している様子

ヴァイオラ・シェリー・シャンツ(Viola Shelly Shantz、1895–1977)はアメリカ合衆国の生物学者・動物学者である。シャンツはアメリカ合衆国魚類野生生物局に1918年から1961年まで勤務し、生物学助手、生物学者、動物分類学者として働いた。キャリアの全期間にわたりスミソニアン博物館に常駐し、国立自然史博物館北米哺乳類コレクションのキュレーターもつとめた。

## 伝記
ヴァイオラ・シェリー・シャンツは1895年にペンシルヴァニア州リーハイ郡、ソールズベリ・タウンシップでジョンとローラのシャンツ夫妻の子どもとして生まれた。
シャンツは1977年5月にワシントンD.C.にて82歳で亡くなった。

## 職業上の実績
シャンツはアメリカ哺乳類学者協会(American Society of Mammalogists、略称ASM)の創立メンバーのひとりであり、1919年4月3-4日にかけてワシントンD.C.で開催されたアメリカ合衆国国立博物館(現在の国立自然史博物館)の開館大会にも出席していた。シャンツは1930年から1952年まで、22年間も継続して協会の会計係をつとめた。また、シャンツは1959年に、AMSの年次大会地方委員会議長をつとめた最初の女性となった。
シャンツはアメリカ合衆国国立博物館の哺乳類標本コレクションの包括的なカタログを他の研究者と共同で作成し、これが1942年に刊行された。
シャンツはその顕著な功績により、1962年に内務省から表彰を受けた。